# Kenneth Meek
Kenneth Robert Meek (* 21. Mai 1908 in Truro/Cornwall; † 18. August 1976 in Montreal) war ein kanadischer Komponist, Organist, Pianist, Cembalist, Chorleiter und Musikpädagoge englischer Herkunft.

## Leben
Meek kam 1914 mit seiner Familie nach Kanada. Er studierte von 1920 bis 1927 in Ottawa bei Herbert Sanders und 1936 in Ottawa bei Herbert Fricker. Er unterrichtete Orgel, Klavier und Musiktheorie in Ottawa (von 1924 bis 1939), in Kingston (von 1940 bis 1945) und an der McGill University in Montreal (von 1946 bis 1976). An den jeweiligen Orten seiner Lehrtätigkeit wirkte er auch als Organist und Chorleiter – u. a. in Ottawa an der First Church of Christ Scientist (von 1926 bis 1936) und in Montreal an der Church of St Andrew and St Paul (1945 bis 1956), der Christ Church Cathedral (1956 bis 1965) und an der Church of the Messiah (1965 bis 1976).
An der McGill University studierten u. a. Mary Blaikie, Gian Lyman, Wayne Riddell, Gordon White und Robert Wight bei ihm. In den Jahren 1950 und 1951 führte Meek in einem zwölfteiligen Zyklus das gesamte Orgelwerk Johann Sebastian Bachs auf. Kompositionen von Bach, Max Reger, César Franck, Charles-Marie Widor und Louis Vierne spielte er für das Album The Romantic Organ ein. Als Komponist trat Meek vorwiegend mit Chor- und Orgelwerken hervor. Die Tudor Singers of Montreal nahmen seine Three Christmas Carols und Three Choral Songs for Easter auf.

## Werke
- Three Christmas Carols für Chor und Orgel (1951)
- Three Easter Carols für Chor (1957)
- Three Plainsong Preludes für Orgel (1959)
- Three Preludes für Orgel (1960)
- Trouvères für Blockflötenquartett (1961)
- Ophelia’s Songs für Blockflötenquartett (1963)
- A Carol of Thanks für Chor
- The Agincourt Song für Orgel
- Three Choral Songs for Easter